# De ijzeren hand
De ijzeren hand is een stripverhaal uit de reeks van De Rode Ridder. Het is geschreven en getekend door Karel Biddeloo. De eerste albumuitgave was in 1973.

## Het verhaal
Johan komt aan in een dorp waar een vreselijke verouderziekte heerst. Op het kerkhof ontmoet hij een blinde, jonge vrouw Elvire waar de ziekte blijkbaar geen vat op heeft. Zij heeft hulp in de vorm van een hond Diablo. Elvire vertelt Johan over de grote held Mannhardt die in de graftombe zijn laatste rustplek gevonden heeft. Als Johan de graftombe bezoekt, ontdekt hij dat de rechterhandschoen van het harnas ontbreekt. Van Elvira verneemt hij dat deze over bovennatuurlijke krachten beschikt en dat daarmee de vervloeking van de Zwarte Dame Delira kan verbreken. De handschoen bevindt zich echter op het kasteel van Delira. Johan gaat naar het kasteel van de Zwarte Dame toe. Na een schijnbaar hartelijke ontvangst en allerlei beleefdheden komt Johan achter de ware aard van Delira en weet op het nippertje met hulp van Diablo toch de rechterhandschoen te bemachtigen.
Als Johan de rechterhandschoen aantrekt, bemerkt hij inderdaad de kracht van Mannhardt. Hij gaat nogmaals naar het kasteel van Delira toe om haar tegen te houden. Na enkele hindernissen bereikt hij het kasteel. De laatste verdediging van Delira is het oproepen van groepen strijders uit het verleden. Met hulp van de rechterhandschoen weet Johan de overmacht te beteugelen. In de laatste deel van het verhaal blijkt dat de Zwarte Dame een handlanger is van Bahaal, de Prins der Duisternis, die ook komt opdagen. Hij probeert nogmaals Johan te overhalen om zich bij hem aan te sluiten. Johan weigert resoluut, waarop Bahaal hem wil aanvallen. Op dat moment verschijnt Elvire, die de fee Galaxa blijkt te zijn. Bahaal is machteloos door de komst van de fee. Op dat moment probeert Delira heimelijk toe te slaan, maar deze actie wordt verijdeld door Diablo. Delira vindt daarbij de dood. Bahaal, Galaxa en Diablo verdwijnen. Door de dood van Delira verdwijnt de verouderziekte en wordt alles in het dorp de oude.
Als Johan de rechterhandschoen terug wil brengen, ziet hij tot zijn verrassing in de graftombe het beeld van Diablo aan de voeten van zijn meester.